# Компенсация реактивной мощности
Компенса́ция реакти́вной мо́щности — целенаправленное воздействие на баланс реактивной мощности в узле электроэнергетической системы с целью регулирования напряжения, а в распределительных сетях и с целью снижения потерь электроэнергии. Осуществляется с использованием компенсирующих устройств. Для поддержания требуемых уровней напряжения в узлах электрической сети потребление реактивной мощности должно обеспечиваться требуемой генерируемой мощностью с учетом необходимого резерва. Генерируемая реактивная мощность складывается из реактивной мощности, вырабатываемой генераторами электростанций и реактивной мощности компенсирующих устройств, размещенных в электрической сети и в электроустановках потребителей электрической энергии.
Компенсация реактивной мощности особенно актуальна для промышленных предприятий, основными электроприёмниками которых являются асинхронные двигатели, в результате чего коэффициент мощности без принятия мер по компенсации составляет 0,7— 0,75.
Мероприятия по компенсации реактивной мощности на предприятии позволяют:
- уменьшить нагрузку на трансформаторы, увеличить срок их службы,
- использовать провода, кабели меньшего сечения за счет уменьшения нагрузки на них,
- улучшить качество электроэнергии у электроприемников (за счёт уменьшения искажения формы напряжения),
- уменьшить нагрузку на коммутационную аппаратуру за счет снижения токов в цепях,
- избежать штрафов за снижение качества электроэнергии пониженным коэффициентом мощности,
- снизить расходы на электроэнергию.

## Физика процесса
Переменный ток идет по проводу в обе стороны, в идеале нагрузка должна полностью усвоить и переработать полученную энергию. При рассогласованиях между генератором и потребителем происходит одновременное протекание токов от генератора к нагрузке и от нагрузки к генератору (нагрузка возвращает запасенную ранее энергию). Такие условия возможны только для переменного тока при наличии в цепи любого реактивного элемента, имеющего собственную индуктивность или ёмкость. Индуктивный реактивный элемент стремится сохранить неизменным протекающий через него ток, а ёмкостный — напряжение. Через идеальные резистивные и индуктивные элементы протекает максимальный ток при нулевом напряжении на элементе и, наоборот, максимальное напряжение оказывается приложенным к элементам, имеющим ёмкостной характер, при токе, протекающем через них, близком к нулю.
Значительную часть электрооборудования любого предприятия составляют устройства, обязательным условием нормальной работы которых является создание в них магнитных полей, а именно: трансформаторы, асинхронные двигатели, индукционные печи и прочие устройства, которые можно обобщенно охарактеризовать как «индуктивная нагрузка». Гораздо реже применяются устройства, запасающие энергию, которые можно обобщенно считать ёмкостной нагрузкой.
Поскольку одной из особенностей индуктивности является свойство сохранять неизменным ток, протекающий через неё, то при протекании тока нагрузки появляется фазовый сдвиг между током и напряжением (ток «отстает» от напряжения на фазовый угол). Разные знаки у тока и напряжения на период фазового сдвига, как следствие, приводят к снижению энергии электромагнитных полей индуктивностей, которая восполняется из сети. Для большинства промышленных потребителей это означает следующее: по сетям между источником электроэнергии и потребителем, кроме совершающей полезную работу активной энергии, также протекает реактивная энергия, не совершающая полезной работы. Активная и реактивная энергии составляют полную энергию, при этом доля активной энергии по отношению к полной определяется косинусом угла сдвига фаз между током и напряжением — cosφ. Однако, протекая по кабелям и обмоткам в обратную сторону, реактивный ток снижает в пределах их пропускной способности долю протекающего по ним активного тока, вызывая при этом значительные дополнительные потери в проводниках на нагрев — активные потери. В случае, когда cosφ = 1, вся энергия дойдет до потребителя. В случае cosφ = 0 ток в проводе возрастет вдвое, поскольку одинаковый по величине ток будет протекать в обоих направлениях одновременно. В этом режиме активная мощность нагрузкой не потребляется, за исключением нагрева проводников.
Таким образом, нагрузка принимает и отдает в сеть практически всю энергию, при этом возникает ситуация, в которой потребитель вынужден оплачивать энергию, которая не была использована фактически.
В противоположность индуктивным элементам, ёмкостные элементы (например, конденсаторы) стремятся сохранять неизменным напряжение на своих зажимах, то есть для них ток «опережает» напряжение. Поскольку величина потребляемой электроэнергии никогда не является постоянной и может меняться в существенном диапазоне за достаточно малый промежуток времени, то, соответственно, может изменяться и соотношение активной потребляемой энергии к полной (cosφ). При этом чем меньше активная нагрузка потребителя, тем меньше значение cosφ. Из этого следует, что для компенсации реактивной мощности необходимо оборудование (см. статью Компенсирующие устройства), обеспечивающее регулирование cosφ в зависимости от изменяющихся условий работы оборудования. Плавное регулирование cosφ обеспечивают синхронные двигатели и синхронные компенсаторы, ступенчатое — установки компенсации реактивной мощности (УКРМ), состоящие, как правило, из батарей ёмкостных элементов (конденсаторов), коммутационного оборудования и устройств управления. Принцип работы УКРМ заключается в подключении к сети необходимого в данный момент времени количества конденсаторов для известного мгновенного значения реактивной мощности.

## Основные компоненты КРМ
- Источники реактивной мощности

1. Используются конденсаторы, если реактивная мощность индуктивного характера
2. Используются катушки индуктивности (реакторы),  если реактивная мощность ёмкостного характера (используются для компенсации на ЛЭП);

- Регулятор реактивной мощности — устройство, измеряющее и поддерживающее величину cosφ на заданном оптимальном уровне путём выдачи команд на исполнительные устройства без участия персонала. В составе регулятора имеется процессор контролирующий напряжение, уровень гармоник, температуру, состояние конденсаторов и обеспечивающий аварийное отключение в критических случаях;
- Коммутационные устройства, подключающие и отключающие источники реактивной мощности в необходимом количестве в зависимости от команд регулятора. В зависимости от технических требований, используются различные коммутационные устройства:

1. Конденсаторные электромагнитные контакторы- статическая компенсация.
2. Тирикон (комбинированный электронно механический контактор) — динамическая компенсация
3. Тиристорный контактор — динамическая компенсация
4. Вакуумные контакторы — напряжение > 1кВ

- Антирезонансные дроссели — используются при повышенном уровне гармоник.
- Защитные устройства обеспечивающие отключение всей установки или группы конденсаторов[2].